# Sérgio Tavares
Sérgio Tavares (Niterói, 1978) é um jornalista e escritor brasileiro.
Em 2004, foi premiado no Concurso Literário da Fundação Escola do Serviço Público, com o conto “O escritor de obituários” (Fesp). Ganhou o Prêmio Sesc de Literatura de 2010 na categoria conto, pelo seu livro de estreia Cavala, que também foi finalista do 2º Prêmio Brasília de Literatura.
Em 2012 lançou o livro Queda da Própria Altura
Alguns de seus contos foram traduzidos para o inglês, italiano, japonês, espanhol e tâmil. Participou da edição seis da Machado de Assis Magazine, lançada no Salão do Livro de Paris.

## Obras
- Cavala (Record, 2010)
- Queda da Própria Altura (Confraria do Vento, 2012)